# タロフォフォ
タロフォフォ (英語: Talofofo、チャモロ語: Talo fo' fo')グアム東海岸の南部に位置する村である。
タロフォフォ洞窟やタロフォフォの滝公園などの観光地がある。  1972年1月24日にタロフォフォ付近で太平洋戦争中の残留日本兵の横井庄一は現地の鹿の猟をしていた住民のJesus Duenasと Manuel DeGraciaに発見された。